# Niviventer hinpoon
Niviventer hinpoon  Marshall, Jr., 1976) è un roditore della famiglia dei Muridi, endemico della Thailandia.

## Descrizione

### Dimensioni
Roditore di medie dimensioni, con lunghezza della testa e del corpo tra 120 e 160 mm, la lunghezza della coda tra 120 e 160 mm, la lunghezza del piede tra 25 e 28 mm, la lunghezza delle orecchie tra 17 e 21 mm e un peso fino a 70 g.

### Aspetto
La pelliccia è spinosa. Il colore delle parti superiori è grigio-giallastro opaco, mentre le parti ventrali sono grigio-giallastre scure. La coda è lunga quanto la testa ed il corpo, marrone scuro superiormente, più chiara sotto. I piedi sono lunghi e sottili. Le femmine hanno un paio di mammelle pettorali, un paio post-ascellari e due paia inguinali.
Il numero cromosomico è 2n=46 FN=54.

## Biologia

### Comportamento
È una specie terricola.

## Distribuzione e habitat
Questa specie è endemica delle pianure di Korat, nella Thailandia sud-orientale.
Vive in habitat vegetali associati a colline calcaree.

## Conservazione
La IUCN Red List, considerato che i limite del suo areale è lo stato della popolazione non sono noti, classifica M.hinpoon come specie in pericolo (EN).